# Pehernefer
Pehernefer (auch Peher-nefer geschrieben) war ein altägyptischer Beamter, der in der Übergangszeit von der 3. Dynastie zur 4. Dynastie während des Alten Reiches wirkte. Er diente den Königen (Pharaonen) Huni (Ende der 3. Dynastie) und Snofru (Beginn der 4. Dynastie).

## Identität
Pehernefer war seinen Grabinschriften zufolge unter anderem „Vorsteher des Schatzhauses“ (ägypt. Imi-ra-per-hedj) „Siegelträger des Schatzhauses“ (ägypt. Heri-sedjaut-per-hedj), „Kontrolleur des Audienzsaals“ (ägypt. Cherep-djech), „Aufseher über alle Arbeiten des Königs“ (ägypt. Imi-ra-kat-neb-inet-nesu) und „Aufseher über die königlichen Weinberge“ (ägypt. Imi-ra-schenut-neb-inet-nesu). Er war außerdem „Administrator der königlichen Pfalz 'Horus, der gesegnete Stern am Himmel'“ (ägypt. Adj-mer-Hor-seba-chentj-pet), „Administrator der Westlichen Wüste“ (ägypt. Adj-mer semet-imentet) und „Gouverneur von Busiris“ (ägypt. Hatia-djedu). Einzigartig für die 3./4. Dynastie ist Pehernefers Priestertitel „Priester des Seth-von-Sethroë“ (ägypt. Rech-Sutech-setjet).
Über seine Familie ist nichts bekannt. Hochrangige Amtskollegen seiner Zeit waren Chabausokar, Achtiaa und Metjen. Aus ihren erhaltenen Grabinschriften geht hervor, dass Ägypten unter den Königen Huni und Snofru offenbar eine neue Blütezeit erfuhr und das Verwaltungssystem florierte. Hohe Ämter wurden streng geführt und waren nur durch Erbschaften übertragbar.

## Grab
Pehernefers Grab gilt als verschollen. Es befand sich ehemals in Sakkara-Nord, ging aber verloren. Erhalten sind nur die Abzeichnungen der Grabinschriften, die der französische Ägyptologe Gaston Maspero 1893 veröffentlichte und die vom deutschen Ägyptologen Hermann Junker 1939 untersucht und übersetzt wurden.